# ایشخان گالویان
ایشخان لوونی گالویان ( روسی: Ишхан Левонович Галоян؛ زادهٔ ۱ ژانویهٔ ۱۹۹۵) بازیکن فوتبال در پست مهاجم ارمنی‌تبار اهل روسیه است.

## باشگاهی
از باشگاه‌هایی که در آن بازی کرده‌است می‌توان به باشگاه فوتبال اورنبورگ اشاره کرد.